# Hans Walter Schmidt
Hans Walter Schmidt (Breslau, 19 de abril de 1912 – posiblemente en Fráncfort del Meno, 1 o 2 de julio de 1934) fue un oficial de las SA y víctima de la Noche de los cuchillos largos.

## Vida

### Ayudante de Edmund Heines
Schmidt ingresó el 1 de diciembre de 1932 en el partido nazi (número de miembro 1.269.815). En 1932 o 1933, Schmidt se convirtió en protegido del SA-Gruppenführer de Breslau Edmund Heines. En consecuencia pasó con rapidez meteórica de pertenecer a las Juventudes Hitlerianas, a ser nombrado SA-Standartenführer y ayudante personal de Heines. Muy probablemente se convirtió amante de Heines, aunque Schmidt, que parece que no era de tendencias homosexuales, habría usado el sexo más bien por interés personal, para avanzar en su carrera dentro de las SA y solucionar sus problemas con el dinero.
Poco después del nombramiento de Heines como jefe de policía, en primavera de 1933, Schmidt alcanzó cierta mala fama en Breslau, debido a su participación en las salvajes orgías y fiestas y otros desmanes conjuntos con el jefe de policía. La ceguera de Heines con los actos de Schmidt llegó a tal punto, que no intervenía ni cuando su amante cometía los crímenes más graves: parece que Schmidt, estando borracho, llegó incluso a asesinar con una espada a un compañero de borracheras, sin que Heines se molestara en intervenir. De hecho, Heines, como jefe de policía, más bien lo protegía, prohibiendo explícitamente al fiscal del estado que procediese contra Schmidt. El judío de Breslau Willy Cohn, por ejemplo, cuenta en su diario que Schmidt, estando en Bad Kudowa, en el local Fürstenkeller, había «apuñalado de tal forma [a un hombre], que hubo que quitarle el páncreas y no se recuperará nunca». El oficial y luego miembro de la resistencia contra los nazis, Rudolf-Christoph Freiherr von Gersdorff, que pudo observar de cerca el ambiente de Breslau de la época, comparó posteriormente el comportamiento de Heines y su ayudante con el de «usurpadores asiáticos».
Schmidt, que en la época era un hombre joven y rubio, no solo era considerado el favorito de Heines, sino también como su amante y catamita, y en cuanto Heines ascendió al poder en Silesia, fue conocido en toda Alemania bajo los apodos burlones de «Señorita Schmidt» y «Señora de Heines». Un hombre de las SA anónimo escribió sobre el papel de Schmidt en Breslau, diciendo que es «un chico pequeño y lindo que todo lo puede, que todo lo facilita, que puede conseguir cualquier ascenso, premio o castigo, al que el Gruppenführer no le puede negar ningún capricho». Además, Konrad Heiden afirma en su biografía de Hitler aparecida en 1936, que Schmidt no solo habría sido el amante de Hienes, sino que también habría actuado de celestina para su jefe, consiguiéndole estudiantes de secundaria, que Heines y Schmidt habrían obligado posteriormente a «hacer su voluntad».
Heinrich Himmler habría empezado como muy tarde en verano de 1933 a reunir información sobre los excesos de Heines y Schmidt. A pesar de la mala reputación de su ayudante, Heines lo ascendió en 1934 a Obersturmbannführer.

### Detención y muerte
Schmidt fue fusilado durante la llamada Noche de los cuchillos largos, una purga dentro de las SA realizada por los nazis a principios del verano de 1934.
En la bibliografía se encuentra a menudo la afirmación, muy probablemente incorrecta, de que Schmidt habría sido el hombre con el que encontraron a Heines en la cama cuando fueron a detenerlo la mañana del 30 de junio de 1934 en la Pensión Hanselbauer en Bad Wiessee. Pero debido a que Schmidt no se encontraba en la lista de los miembros de las SA ingresados en la prisión de Stadelheim (Múnich) el 30 de junio, ni en la lista de muertos que le siguió, al contrario que las personas detenidas en Bad Wiessee, y no fue fusilado ni en Stadelheim, ni en el Campo de concentración de Dachau, ni en la Kadettenanstalt Lichterfelde, sino en los alrededores de Fráncfort, se puede asumir con relativa seguridad que Schmidt no estaba en Bad Wiessee el 30 de junio. A favor de esta idea también está que, la mañana del 2 de julio de 1934, se editó en el periódico Breslauer Neuesten Nachrichten una larga orden de detención de la policía de Breslau con el título «El Obersturmbannführer Schmidt debe ser detenido», lo que hace suponer que, por lo menos en el momento de la redacción del periódico, todavía no había sido detenido.
Las circunstancias exactas de la detención y asesinato de Schmidt no están completamente claras. El Weißbuch über die Erschießungen vom 30. Juni 1934, publicado poco después en Francia en círculos de exiliados alemanes, afirmaba que Schmidt habría estado «de viaje durante la acción en Wiessee», habría tenido «allá conocimiento de la operación» y habría intentado cruzar la frontera, momento en el que habría sido «reconocido, detenido y fusilado». Los Deutschland-Berichte der Sopade, del SPD, contaban una historia similar: en verano de 1934 informaron de que «el ayudante de Heines, un héroe de 22 años, de nombre Schmidt, ha huido con un coche y 5000 marcos. Hay orden de que debe ser detenido». Posteriormente parece que también existía una cierta confusión sobre el destino de Schmidt. Un informe contemporáneo decía sobre el asunto: «No parece haber claridad sobre si el antiguo ayudante de Heines, el Standartenführer Schmidt, fue fusilado o no. En círculos de alemanes de los Sudetes de la zona del Riesengebirge, se tenía intención de eliminar a una persona que vivía en Spindlermühl, que había sido confundida con el Standartenführer.»
Hitler también mencionó a Schmidt en su discurso frente al Reichstag del 13 de julio, en el que justificó las detenciones y fusilamientos del 30 de junio:

Die im Monat Mai vorgenommenen Durchprüfungen der Beförderungen in einigen bestimmten SA-Gebieten führten zu der schrecklichen Erkenntnis, dass Menschen ohne Rücksicht auf nationalsozialistische und SA-Verdienste in SA-Stellungen befördert worden waren, nur weil sie zum Kreise dieser besonders Veranlagten gehörten. Einzelne, Ihnen wohlbekannte Vorgänge, so z.B. der des Standartenführers Schmidt in Breslau, enthüllten ein Bild von Zuständen, die als unerträglich angesehen werden mußten. Mein Befehl dagegen vorzugehen wurde theoretisch befolgt, tatsächlich aber sabotiert.
Las revisiones de los ascensos realizadas en mayo en determinadas áreas de las SA, llevó al terrible descubrimiento de que determinadas personas habían sido ascendidas sin tener en cuenta los servicios realizados a favor del nazismo y las SA, simplemente porque pertenecían a ese círculo de personas con esa disposición. Algunos casos concretos, como el bien conocido del Standartenführer Schmidt en Breslau, revelaron una serie de circunstancias que tenían que ser consideradas insoportables. Mis órdenes de actuar en contra fueron seguidas en teoría, pero en la práctica fueron saboteadas.
Adolf Hitler, 13 de julio de 1934